# Vectom
Vectom fue una banda de thrash metal formada en Ingolstadt, Baviera en 1983. Después de un demo de poca difusión de 1984, llegó el primer disco el año siguiente Speed Revolution,a través de Gama Records. Al año siguiente cambiaron de sello discográfico (Scratchcore). En 1986 el quinteto bávaro publica Rules of Mystery. Las letras normalmente hablan de maldad, muerte y Satán, algo común en el thrash metal alemán.
En 1993 la banda se separa. En el 2006 Stormspell Distribution lanza los 2 álbumes juntos en formato CD.

## Discografía
- Speed Revolution (1985)
- Rules of Mystery (1986)